# Pink Panthers gefährliche Mission
Pink Panthers gefährliche Mission ist ein 1996 veröffentlichtes Point-and-Click-Adventure, das per Maus gesteuert wird. Seine Hauptfigur ist Paulchen Panther, der hier nun als Geheimagent tätig ist und seltsame Vorkommnisse in einem Ferienlager lösen muss. Das Spiel vermittelt Kindern auch Wissen über fremde Länder. Zwei Jahre später erschien mit Pink Panther und die Zauberformel dessen Nachfolger.

## Handlung
Der als Geheimagent tätige Paulchen Panther erhält in New York von Inspektor Clouseau einen neuen Auftrag: Er soll in einem Ferienlager namens Chili-Wa-Wa für die Sicherheit und das Wohlergehen einer Gruppe Kinder aus verschiedenen Nationen sorgen. Trotz ihres jungen Alters handelt es sich bei diesem um bedeutende Aktivisten für den Weltfrieden. Im Lager angekommen trifft er auf seinen alten Bekannten Professor Von Smarty wieder, der das Camp und seine Freizeitgestaltung entworfen hat. Doch schon bald nach seiner Ankunft trübt sich die Stimmung: Vertreter der „Bundes-Camping-Beaufsichtigung“ (kurz BCB) tauchen auf und drohen, das Lager zu schließen, wenn bestimmte Anforderungen nicht erfüllt werden. Da auch die Kinder zunehmend merkwürdiges Verhalten zeigen, wird Paulchen in deren Heimatländer geschickt, um in dieser Angelegenheit Nachforschungen anzustellen. Sein Weg führt ihn dabei nach England, Ägypten, China, Bhutan, Indien und Australien. Paulchen findet heraus, dass der Anführer der BCB der berüchtigte Dog ist, der skrupellos Immobilien an sich reißt, um dort Filialen seiner Fast-Food-Kette aufzubauen. Auch hat er die Kinder entführt und durch Roboter ausgetauscht, um so den Freizeitpark zu ruinieren und daraus eines seiner Restaurants machen zu können. Als Paulchen genug Beweise dafür gesammelt hat, stellt er Dog zur Rede, der jedoch seine Handlanger zur Hilfe ruft. Paulchen gelingt es schließlich, die Bösewichte zu überwältigen. Die entführten Kinder und Professor Von Smarty findet er in einer großen Luftblase unter dem See des Lagers und befreit diese. Alle sind überglücklich, heil aus der Sache herausgekommen zu sein, Paulchen wird sich jedoch bewusst, dass er im Rahmen seiner ursprünglichen Aufgabe nun sehr viel Zeit mit den Kindern verbringen muss.

## Spielprinzip und Technik
Pink Panther ist ein Point-and-Click-Adventure. Aus Sprites zusammengesetzte Figuren agieren vor handgezeichneten, teilanimierten Kulissen. Mit der Maus kann der Spieler seine Spielfigur durch die Örtlichkeiten bewegen und mit den Maustasten Aktionen einleiten, die den Spielcharakter mit seiner Umwelt interagieren lassen. Paulchen Panther kann so Gegenstände finden und sie auf die Umgebung oder andere Gegenstände anwenden sowie mit NPCs kommunizieren. Mit fortschreitendem Handlungsverlauf werden weitere Orte freigeschaltet. Anders als in anderen Point-and-Click-Spielen läuft Paulchen nicht direkt zum angeklickten Ort, sondern nur zu bestimmten Stellen.
Vermittelt wird dem Spieler ein Einblick in die Kultur der jeweiligen Länder. So besucht Paulchen etwa einen traditionellen englischen Pub, einen ägyptischen Bauernhof oder ein indisches Dorf. Dort vorhandene Personen stellen oft gutmütige Stereotype dar, so etwa der englische Fußballbegeisterte oder der feilschende arabische Händler. Paulchen ist für das Lösen von Rätseln im Spiel oft darauf angewiesen, als Fremder besondere Eigenarten der jeweiligen Kultur zu verstehen.
Das Spiel besitzt dabei auch sozialkritische Elemente: So wird Paulchen etwa in einem indischen Dorf über die anhaltende Diskriminierung aufgrund des Kastensystems sowie Benachteiligung von Frauen aufgeklärt und in China auf die dortige Überbevölkerung und Ein-Kind-Politik hingewiesen. Ein chinesischer Reisbauer, den Paulchen aufsucht, zeigt sich ferner erfreut darüber, dass sein Sohn eine westliche Ausbildung durchläuft, da es beide Kulturen in Zukunft näher zusammenbringen wird. In Bhutan schlägt Paulchen dem König vor, das Land in Zukunft vielleicht stärker dem Tourismus zu öffnen, im dazugehörigen Musikvideo werden die Zweifel der Bewohner angesprochen, welche Auswirkungen dies auf die traditionelle Kultur des Landes haben könnte. Als Paulchen in Australien mit dem Fallschirm landet, will ihn ein Eingeborener zuerst nicht aus dem Wasser fischen, da er seit der Ankunft der Europäer und den negativen Folgen für die Urbevölkerung misstrauisch gegenüber Fremden geworden ist.
Neben dem einfachen Durchspielen der humorvollen Handlung bietet das Spiel Kindern auch die Möglichkeit, mehr über die jeweiligen Kulturen in den sechs von Paulchen besuchten Ländern zu lernen. Bei vielen Objekten im Spiel ist es durch einen Rechtsklick mit der Maus möglich, gesprochene Informationen abzurufen. Jederzeit aufrufbar während des Spieles ist auch der sogenannte PDA (Pinks digitaler Assistent). In diesem finden sich unter den Kategorien Kunst & Unterhaltung, Kleidung, Essen, Geschichte, Natur, Menschen & Sprache, Orte & Karten sowie Religionen eine Fülle an Informationen über die jeweiligen Länder. Es handelt sich dabei jedoch ausschließlich um Informationen, um die Neugierde der Kinder zu stillen, die dort zu findenden Informationen sind für den Spielverlauf jedoch unwichtig.

### Lieder
An bestimmten Augenblicken der Handlung finden sich Musikvideo-Sequenzen eingeschoben, mit denen Paulchen jeweils einen kulturellen Sachverhalt näher erklärt bekommt:
- England: Tat des Guy Fawkes
- Ägypten: Mumifizierung
- China: Bevölkerungsentwicklung
- Bhutan: Tradition und Moderne
- Indien: Wesen des Kastensystems / Geschichte zum Bau des Taj Mahal
- Australien: Bedeutung der Traumzeit

Die Lieder sind alle englischsprachig und finden sich auch so in der deutschen Version.

## Rezeption
Das deutsche Spielemagazin PC Joker lobte die „hübsch bunte“ Spielumgebung, die Sprachausgabe und den edukativen Charakter des Spiels. Kritisiert wurde ein mangelnder Spielanspruch.